# Bhadradri Kothagudem (Distrikt)
Der Distrikt Bhadradri Kothagudem (Telugu భద్రాద్రి కొత్తగూడెం జిల్లా, Urdu بھدرادری کوتھاگودیم ضلع) ist ein Verwaltungsdistrikt im südindischen Bundesstaat Telangana. Verwaltungssitz ist die Stadt Kothagudem.

## Geographie

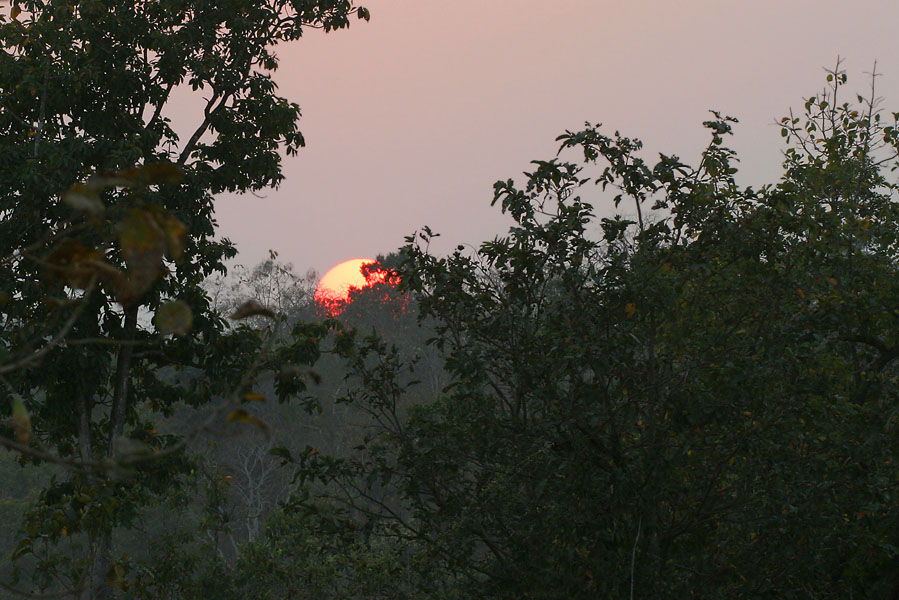
Sonnenuntergang im Kinnerasani-Wildtierschutzgebiet

Bhadradri Kothagudem liegt in der südöstlichen Ecke Telanganas und grenzt an die benachbarten Bundesstaaten Andhra Pradesh und Chhattisgarh. Im Osten wird das Distriktgebiet vom Godavari durchflossen. Mit 2909,86 km² (38,9 % der Distriktfläche) verfügte Bhadradri Kothagudem im Jahr 2012/13 von allen Distrikten Telanganas über den flächenmäßig größten Waldanteil. Die benachbarten Distrikte in Telangana sind Medchal–Malkajgiri, Khammam und Mahabubabad.

## Geschichte
Bhadradri Kothagudem entstand als einer von 21 neu eingerichteten Distrikten bei der administrativen Neueinteilung Telanganas am 11. Oktober 2016. Zuvor war Bhadradri Kothagudem Teil des Distrikts Khammam. Der Name des neuen Distrikts lautete ursprünglich einfach Distrikt Bhadradri. Am 22. Oktober 2016 wurde der Name der Distrikthauptstadt Kothagudem als Suffix hinzugefügt.

## Demografie
Zum Zeitpunkt des Zensus 2011 hatte der spätere Distrikt 1.069.261 Einwohner. Die Bevölkerungsdichte lag mit 143 Einwohnern pro km² deutlich unter dem Durchschnitt Telanganas (312 Einwohner/km²). Das Geschlechterverhältnis war mit 532.390 Männern auf 536.871 Frauen verhältnismäßig ausgeglichen. Die Alphabetisierungsrate lag mit 66,4 % (Männer 73,6 %, Frauen 59,3 %) etwa im Durchschnitt Telanganas (66,54 %), aber unter dem gesamtindischen Durchschnitt (74,04 %). Der Anteil der registrierten Stammesbevölkerung (scheduled tribes) war mit 36,66 % relativ hoch.

## Wirtschaft
Hinsichtlich des Pro-Kopf-Einkommens lag Bhadradri Kothagudem mit 103.073 ₹ im oberen Drittel der Distrikte Telanganas (2011–12). Die Landwirtschaft spielt nach wie vor eine bedeutende Rolle, jedoch gibt es auch signifikante Industrien. In der Distrikthauptstadt Kothagudem hat das staatliche Energieunternehmen Singareni Collieries Company (SCCL) seinen Sitz. Im Ort Palwancha befindet sich das Thermische Kraftwerk Kothagudem, eines der großen Kohlekraftwerke Indiens.

## Besonderheiten
Im Distrikt gibt es den 14,50 ha großen Kinnerasani-Rotwildpark (Kinnerasani Deer Park) und das 635,4 km² Kinnerasani-Wildtierschutzgebiet (Kinnerasani Wildlife Sanctuary).
Im Ort Bhadrachalam befindet sich am linken Ufer des Godavari der Sri Seetha Ramachandra Swamy Devasthanam, der größte Rama-Tempel Telanganas, der das Ziel von vielen Pilgern ist.